# Retabel

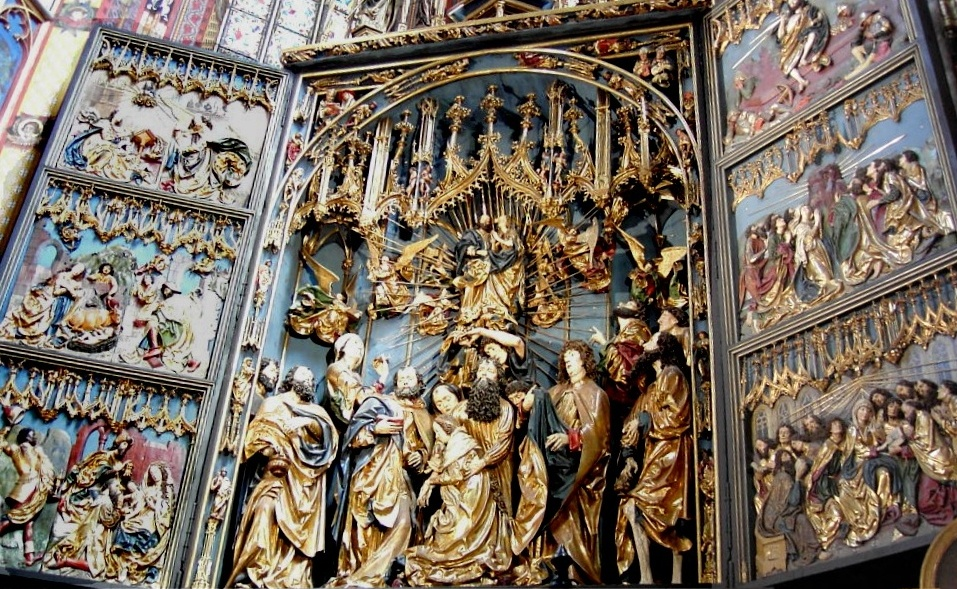
Retabel av Veit Stoss i Vårfrukyrkan i Krakow.

Retabel eller altaruppsats är en altarprydnad baktill på altaret, framför allt en sådan prydnad med snidade gestalter i mittdelen (corpus), vilken flankeras av snidade och/eller målade flyglar.